# Герман Оппенгейм
Герман Оппенгейм (нім. Hermann Oppenheim, також Герман Оппенгайм) — німецький невролог і психіатр, відомий описом багатьох симптомів і хвороб. Був визнаним лідером німецької клінічної неврології останнього десятиліття XIX століття, особливо благодатного періоду для цієї галузі, яка тоді швидко розвивалася.

## Біографія
Син Юди Оппенгейма (1824—1891), багаторічного рабина синагоги у Варбурзі, та його дружини Сесілії, уродженої Штег (1822—1898). Його дід Манус Маннес Оппенгейм (1784—1844), син Гірша Оппенгейма, походив із Шенклінгсфельда в Гессені, був торговцем товарами та худобою. Сім'я його матері Сесілі тривалий час жила у Варбурзі, її дідусь Самуель Герсон Стег (1735—1807) також був там відомим рабином і головним суддею Вестфалії. Диригент Ганс Оппенгейм був його сином.
Після закінчення гімназії в 1876 році вивчав медицину в університетах Геттінгена, Берліна і Бонна. Протягом 1880—1882 років він особливо цікавився фізіологією і під керівництвом Натана Зунца опублікував три статті про метаболізм сечовини, які лягли в основу його дисертації на цю тему на ступінь доктора медицини в 1881 році. Був затверджений лікарем у 1882 році, а згодом став асистентом у берлінській лікарні «Мейсон де Санте», надалі перейшов до неврологічної та психіатричної клініки Шаріте, частини Берлінського університету, де він працював із 1883 по 1891 рік.
Оппенгейм був улюбленим помічником Карла Вестфала, чия підтримка дозволила йому стати приват-доцентом у 1886 році. Поки Вестфал був хворий, Оппенгейм був його помічником і відповідав за його клініку, але після смерті Вестфала у 1890 році міністр освіти Пруссії наклав вето на призначення Оппенгейма, хоча Берлінський університет одностайно висунув Оппенгейма на посаду наступника Вестфала.
Він був змушений залишити Шаріте і в 1890 році відкрив приватний медичний заклад, що дозволило йому активізувати дослідницьку діяльність. Хоча його заклад не був пов'язаний з університетом, незабаром він став міжнародним центром неврології, клінікою, яка залучала велику кількість студентів. Коли в 1901 році було відхилено нову заяву Оппенгейма на посаду в Берлінському університеті, він залишив медичний факультет у 1902 році. У приватному порядку він скаржився на зухвалість того, що його прихильність до юдаїзму та відмова навернутися заблокували йому шлях до академічної кар’єри. 
У 1893 році Оппенгейм був призначений екстраординарним професором, але пішов у відставку в 1898 році.
У 1907 році Оппенгейм був головою Берлінського товариства психіатрії та неврології. З 1912 по 1916 рік був президентом заснованого ним Товариства німецьких неврологів. У 1916 році безоплатно прийняв керівництво Берлінським військовим госпіталем нервових захворювань.
Помер у 1919 році, у віці 61 року.
Оппенгейм був перш за все діагностом. Він багато писав про численні неврологічні розлади та написав підручник з неврології «Підручник нервових хвороб для лікарів і студентів». Ця робота вважається знаковою віхою в неврології завдяки її науковому підходу та ретельному документуванню. Підручник мав сім німецьких перевидань і був перекладений на низку мов.
Оппенгейм першим підкреслив важливість ознак уражень сечового міхура при розсіяному склерозі. У 1889 році він опублікував трактат про травматичні неврози, в якому припускав, що травма спричинює органічні зміни, які увічнюють психічні неврози. Цьому рішуче заперечували Жан-Мартен Шарко, Макс Нонне та інші, особливо щодо лихослів'я та істерики.
Дослідження Оппенгейма включали дослідження розсіяного склерозу, сифілісу, поліомієліту, алкоголізму та вродженої аміотонії (хвороби Оппенгейма). Він був одним із перших, хто спробував сальварсан Ерліха для лікування сифілісу. Його пізніша робота з діагностики та лікування мозкових захворювань безпосередньо призвела до першого успішного видалення пухлини мозку, яке виконав Р. Келер, і він повідомив про перше успішне видалення пухлини шишкоподібної залози за допомогою Федора Краузе.
У хворобі Цігена-Оппенгейма він наголошував на діагностичній значущості характерної для хворого «ходи дромадера», але цей розлад вперше описав Маркус Вальтер Швальбе.

## Медичні об'єкти, названі на честь Оппенгейма
- Мінора — Оппенгейма синдром — термін для паралічу та анестезії, повної або частково оборотної, після проблемного перебігу пологів і спричиненого прямим або непрямим ушкодженням хребта з екстравазацією крові в спинний мозок або навколо нього[3].
- Хвороба Оппенгейма — рідкісне вроджене, неспадкове, але іноді сімейне захворювання, яке характеризується відсутністю м'язового розвитку з нижніми кінцівками в першу чергу, гіпотонією та гіпергнучкістю[4]
- Хода Оппенгейма — хода, при якій відбуваються широкі махові рухи голови, тулуба та кінцівок. Це різновид ходи, яка спостерігається при розсіяному склерозі.[5]
- Рефлекс Оппенгейма — пірамідальний знак. При захворюваннях пірамідного тракту сильний удар або інше подразнення вниз від медіальної сторони великогомілкової кістки може спричинити дорсальне згинання великого пальця стопи.[6]
- Синдром Оппенгейма — склероз спинного мозку, пов'язаний з пухлиною гіпофіза[7].
- Синдром Зігена — Оппенгейма — сімейний торсійний спазм внаслідок ураження базальних гангліїв. Починається з однієї ноги і поступово прогресує до тяжкої інвалідності. Характеризується перерозгинанням або надмірним згинанням кисті; інверсією стопи, створюючи класичну ходу однолітки; латеро- або ретрофлексією голови, скручуванням хребта з вигинанням і скручуванням спини, сильним закриттям очей і нерухомою гримаса. Зазвичай односторонній. Початок у віці від 5 до 15 років. Переважно у семітських народів. Були описані як аутосомно-домінантна, так і рецесивна і Х-зчеплена форми. Часті сімейні випадки в єврейських родинах східноєвропейського походження[8].

## Основні твори
- Die traumatischen Neurosen nach den in der Nervenklinik der Charité in den letzten 5 Jahren gesammelten Beobachtungen. Berlin, Hirschwald, 1889; 2nd edition, 1892; 3rd edition, 1918. / Травматичні неврози за даними спостережень в психіатричній клініці Шаріте за останні 5 років.
- Zur Kenntniss der syphilitischen Erkrankungen des centralen Nervensystems. Berlin, 1890. / Про сифілітичні захворювання центральної нервової системи.
- Weitere Mitteilungen über die traumatischen Neurosen. Berlin, 1891. / Додаткова інформація про травматичні неврози.
- Lehrbuch der Nervenkrankheiten für Ärzte und Studierende. 2 volumes, Berlin, S. Karger, 1894; 5th edition, Berlin 1908; 7th edition, 1923. / Підручник нервових хвороб для лікарів і студентів.
- De Geschwülste des Gehirns. Wien, Hölder, 1896. Also in C. W. H. Nothnagel, et al: Handbuch der speciellen Pathologie und Therapie. Wien, 1896, volume 9, 1. Theil, 3. / Пухлини головного мозку
- Die syphilitischen Erkrankungen des Gehirns. In: C. W. H. Nothnagel, et al: Handbuch der speciellen Pathologie und Therapie. Volume 9, Wien, 1896; 2nd edition, 1902—1907. / Сифілітичні захворювання головного мозку
- Die Encephalitis und der Hirnabszess. In: C. W. H. Nothnagel, et al: Handbuch der speciellen Pathologie und Therapie. Wien, 1897. / Енцефаліт і абсцес мозку
- Die myasthenische Paralyse. Berlin, 1901 / Міастенічний параліч
- Psychotherapeutische Briefe. Berlin, Karger, 1906; 3rd edition, 1910. / Психотерапевтичні листи
- Nervenkrankheit und Lektüre. Berlin, 1906; 3rd edition, 1909. /Нервові хвороби і лекція.
- Beiträge zur Diagnostik und Therapie des Geschwülste im Bereich des zentralen Nervensystems. Berlin, Karger, 1907. / Внесок у діагностику та терапію пухлин центральної нервової системи.
- Eine eigentümliche tonische Krampfform mit hysterischen Symptomen. Inaugural dissertation, Berlin, 1907. / Своєрідна тонічна форма спазму з істеричними симптомами.
- Zum Nil Nocere in der Neurologie. Berliner klinische Wochenschrift, 1910, 47: 198—201. / Про шарлатанство у неврології.
- Operative Erfolge bei Geschwülsten der Sehhügel- under Vierhügel gegend. Berliner klinische Wochenschrift, 1913, 50: 2316—2322. / Хірургічні успіхи при пухлинах зорових бугрів і області чотирьох горбків.
- Die Neurosen infolge von Kriegsverletzungen. Berlin, 1916. / Неврози внаслідок поранень на війні.
- Beiträge zur Kenntnis der Kriegsverletzungen des peripherischen Nervensystems. Berlin, 1917. / Внесок у вивчення військового ураження периферичної нервової системи.
- Die ersten Zeichen der Nervosität im Kindesalter. Berlin, Karger, 1917. / Перші ознаки нервозності в дитинстві.
- Stand und Lehre von kriegs- und Unfallneurosen. Berlin, 1918 / Стан і теорія неврозів війни та нещасних випадків.